# 창녕 보림사지 삼층석탑
창녕 보림사지 삼층석탑(昌寧 寶林寺址 三層石塔)은 대한민국 경상남도 창녕군 영산면 성내리, 영산초등학교에 있는 삼층석탑이다. 1997년 12월 31일 경상남도의 문화재자료 제246호로 지정되었다.

## 개요
보림사에 있었던 3층 석탑으로, 절은 임진왜란 때 불 타 없어지고 탑만 빈터에 그대로 방치, 훼손되어 오던 것을, 1915년 영산초등학교로 옮겼다가 1927년 학교를 지금의 자리로 옮겨 오면서 함께 옮겨 세웠다.
형태는 기단(基壇)위에 탑신(塔身)의 1층 몸돌과 지붕돌 3개를 올리고 있는 상태로, 2·3층의 몸돌은 사라지고 없다.
통일신라의 일반적인 석탑양식을 따르고 있으며, 탑을 다듬은 솜씨로 보아 통일신라 후기에 세운 것으로 추정된다.

## 같이 보기
- 창녕 영산초등학교

## 참고 자료
- 창녕보림사지삼층석탑 - 국가유산청 국가유산포털